# Oskar Boettger
Oskar Boettger (su apellido original- Böttger) ( 31 de marzo de 1844 – 25 de septiembre de 1910) fue un zoólogo alemán nacido en Fráncfort del Meno.
Fue tío del destacado malacólogo Caesar Rudolf Boettger (1888-1976).
Tras doctorarse en 1869 en la Universidad de Würzburg, ejerció el cargo de paleontólogo del Museo Senckenberg de Fráncfort del Meno (1870). En 1875 comenzó su labor de conservador del departamento de herpetología de dicho museo, consiguiendo que la colección herpétológica del museo Senckenberg fuera una de las principales de Europa durante su estancia allí.
Padeció de agorafobia y confiaba en sus asistentes la labor de recolectar especímenes para su posterior estudio y clasificación.
Editó los catálogos publicados por el Museo Senckenberg:
"Katalog der batrachier- Sammlung im Museum der Senckenbergischen naturforschenden Gesellschaft en Frankfurt am Main"
"Katalog der Reptilien- Sammlung im Museum der Senckenbergischen naturforschenden Gesellschaft in Frankfurt am Main",
Entre las especies de herpetofauna dedicadas a este autor destacan:
- Anolis boettgeri
- Testudo hermanni boettgeri;
- Xenophrys boettgeri,
- Calumma boettgeri:
- Cacosternum boettgeri
- Boettger's Wall Gecko
- Hymenochirus boettgeri;

Boettger también destacó como conquiólogo y entomólogo (con especial dedicación al orden Coleoptera)

## Abreviatura (zoología)
La abreviatura Boettger  se emplea para indicar a Oskar Boettger como autoridad en la descripción y taxonomía en zoología.